# Zlatá sedmdesátá
Zlatá sedmdesátá (v anglickém originále That '70s Show) je americký televizní sitcom z produkce televize Fox. Děj, zasazený do 70. let, pojednává a skupině teenagerů, žijících ve smyšleném městě Point Place ve státě Wisconsin v USA. Seriál byl poprvé vysílán v roce 1998, poslední epizoda byla odvysílána v roce 2006. V České republice byl seriál poprvé uveden v roce 2010 na stanici HBO Comedy. Od listopadu 2013 jej vysílá stanice Smíchov TV a v lednu 2014 seriál krátce vysílala i TV Nova.
Pátou řadou počínaje jsou v originále jednotlivé díly pojmenovány podle názvů písní hudebních skupin Led Zeppelin, The Who, The Rolling Stones a Queen.

## Obsazení
| Postava               | Hraje                              | Český dabing       |
| --------------------- | ---------------------------------- | ------------------ |
| Jackie Burkhart       | Mila Kunis                         | Terezie Taberyová  |
| Steven Hyde           | Danny Masterson                    | Vojtěch Rohlíček   |
| Donna Pinciotti       | Laura Prepon                       | Anežka Pohorská    |
| Fez                   | Wilmer Valderrama                  | Jan Battěk         |
| Kitty Forman          | Debra Jo Rupp                      | Radka Přibyslavská |
| Reginald „Red“ Forman | Kurtwood Smith                     | Miroslav Hanuš     |
| Bob Pinciotti         | Don Stark                          | Otmar Brancuzský   |
| Michael Kelso         | Ashton Kutcher                     | Jan Škvor          |
| Eric Forman           | Topher Grace                       | Jan Cina           |
| Midge Pinciotti       | Tanya Roberts                      | Martina Randová    |
| Leo                   | Tommy Chong                        | Jan Szymik         |
| Laurie Forman         | Lisa Robin Kelly / Christina Moore | Marika Šoposká     |
| Randy Pearson         | Josh Meyers                        | Marek Holý         |

## Vysílání
| Řada | Díly | Premiéra v USA    | Premiéra v USA    | Premiéra v ČR   | Premiéra v ČR   |
| Řada | Díly | První díl         | Poslední díl      | První díl       | Poslední díl    |
| ---- | ---- | ----------------- | ----------------- | --------------- | --------------- |
| 1    | 25   | 23. srpna 1998    | 26. července 1999 | 4. ledna 2010   | 20. ledna 2010  |
| 2    | 26   | 28. září 1999     | 22. května 2000   | 20. ledna 2010  | 8. února 2010   |
| 3    | 25   | 3. října 2000     | 22. května 2001   | 8. února 2010   | 24. února 2010  |
| 4    | 27   | 25. září 2001     | 21. května 2002   | 25. února 2010  | 16. března 2010 |
| 5    | 25   | 17. září 2002     | 14. května 2003   | 16. března 2010 | 1. dubna 2010   |
| 6    | 25   | 29. října 2003    | 19. května 2004   | 2. dubna 2010   | 20. dubna 2010  |
| 7    | 25   | 8. září 2004      | 18. května 2005   | 20. dubna 2010  | 6. května 2010  |
| 8    | 22   | 2. listopadu 2005 | 18. května 2006   | 7. května 2010  | 21. května 2010 |